# Erwin Lanc
Erwin Lanc (ur. 17 maja 1930 w Wiedniu, zm. 29 marca 2025) – austriacki polityk, minister.

## Życiorys
Był politykiem Socjaldemokratycznej Partii Austrii i pracował w sektorze bankowym. Od 17 września 1973 do 8 czerwca 1977 był ministrem transportu, a następnie do 24 maja 1983 ministrem spraw wewnętrznych w rządach Kreiskyego. Od 24 maja 1983 do 10 września 1984 był ministrem spraw zagranicznych w rządzie Sinowatza.